# Carabidomemnus
Carabidomemnus – rodzaj myrmekofilnego chrząszcza z podrodziny Paussinae, rodziny biegaczowatych. Należy tu 27 gatunków. Wszystkie występują w Afryce tropikalnej. W obrębie tego rodzaju wyróżniono dwa podrodzaje, z których jeden, Cerapterus, grupuje trzy gatunki wymarłe, znane z inkluzji w bałtyckim bursztynie.
Gatunki:
- Cerapterites
  - Carabidomemnus (Cerapterites) clavipetrus
  - C. (Cerapterites) primaevus
  - C. (Cerapterites) reichenspergerianus
- Carabidoxus
  - C. (Carabidoxus) acutipennis
  - C. (Carabidoxus) arthropteroides Luna de Carvalho, 1980
  - C. (Carabidoxus) baenningeri (H.Kolbe, 1927)
  - C. (Carabidoxus) besucheti Luna de Carvalho, 1977
  - C. (Carabidoxus) brachynoides Luna de Carvalho, 1959
  - C. (Carabidoxus) decellei (Basilewsky, 1962)
  - C. (Carabidoxus) endroedyfilius Luna de Carvalho, 1973
  - C. (Carabidoxus) evansi (Reichensperger, 1933)
  - C. (Carabidoxus) fulvescens (H.Kolbe, 1927)
  - C. (Carabidoxus) hargreavesi Reichensperger, 1930
  - C. (Carabidoxus) jeanfoxae Luna de Carvalho, 1967
  - C. (Carabidoxus) kirbii (Westwood, 1864)
  - C. (Carabidoxus) lecordieri Luna de Carvalho, 1978
  - C. (Carabidoxus) lunacarvalhoi Nagel, 1983
  - C. (Carabidoxus) methneri (H.Kolbe, 1927)
  - C. (Carabidoxus) minutus (H.Kolbe, 1927)
  - C. (Carabidoxus) ozaenoides Luna de Carvalho, 1956
  - C. (Carabidoxus) seineri (H.Kolbe, 1927)
  - C. (Carabidoxus) vaticinus (H.Kolbe, 1927)
  - C. (Carabidoxus) vihenai Luna de Carvalho, 1959
- Carabidomemnus
  - C. feae (Gestro, 1902)
  - C. hammondi Luna de Carvalho, 1974
  - C. ituriensis Reichensperger, 1933
  - C. luluanus Basilewsky, 1950
  - C. monicellus C.A. Dohrn, 1880
  - C. pallidus (Raffray, 1885)
  - C. reichenspergeri (Basilewsky, 1950)